# Inversions
Pour les articles homonymes, voir Inversion.
Inversions est une revue homosexuelle créée le 15 novembre 1924, la deuxième du genre à paraître en France, devenue ensuite L'Amitié.

## Histoire de la revue
Inversions... dans l'art, la littérature, l'histoire, la philosophie et la science est créée par trois hommes âgés d'une vingtaine d'années, à savoir Gustave-Léon Beyria (directeur et gérant), Gaston-Ernest Lestrade (dont l'appartement des parents sert de siège social) et Adolphe Zahnd (un tapissier de nationalité suisse). Les locaux parisiens sont situés au 1 rue Bougainville. 
Le premier numéro mentionne que cette revue est « pour l'homosexualité » et déclare que le périodique est « entièrement consacré à la défense des homosexuels » et « proclamera sans cesse que les invertis sont des gens normaux et sains ». Inversions se vend sur les boulevards et diffuse des petites annonces de rencontres. 
Rédigée par des gens modestes, d'origine provinciale pour deux d'entre eux et nullement introduits dans les milieux littéraires parisiens, on y trouve quelques articles d'écrivains sous pseudonymes ou non comme Numa Praetorius, St. Ch. Waldecke, Louis Estève, Willy, G. Pioch, Claude Cahun, Georges d'Autry, Pierre Guyolot-Dubasty (Axieros), Marcel Dartus, et des textes d'Havelock Ellis et de Camille Spiess.
Le contexte, l'après-guerre, semble favorable à une forme d'expression de l'homosexualité en France : outre la publication en 1921 de Sodome et Gomorrhe de Marcel Proust, Corydon d'André Gide vient d'être publié (mai 1924, après deux private printings en 1911 et 1919). D'autre part, depuis 1922, paraissent en Allemagne des revues comme Uranos, qui fusionnera plus tard avec Der Freundschaft (L'Amitié) dirigée par Max H. Danielsen, et dont certains articles seront repris dans Inversions. 
Après deux numéros, Inversions annonce qu'à partir du numéro 3, elle s’appellera Urania. Mais le nom demeure inchangé. C'est seulement à la fin de la quatrième livraison (1er mars 1925) que la revue annonce un changement de nom, définitif cette fois, en L'Amitié. Entretemps, la revue fait savoir à ses lecteurs qu'une enquête pour « atteinte aux bonnes mœurs » a été diligentée contre elle ; on était alors sous le gouvernement du premier Cartel des gauches. Henry de Forge, vice-président de l'Association des écrivains combattants, avait en effet écrit au garde des Sceaux pour dénoncer ce qu'il appelle une « revue officielle de la pédérastie, qui proclame clairement son ignoble programme ». Cette lettre fut ensuite suivie par celle d'Henri Coquet, colonel en retraite, qui écrit lui au ministère de l'Intérieur pour se plaindre que cette revue fait sa publicité dans le Mercure de France.
La revue, pour tenter d'échapper au procès, devient L'Amitié en avril 1925, et publie quelques lettres de soutien de lecteurs. Ce sera là son unique et dernier numéro. De plus en plus menacée, elle prend comme avocat maître Ernest Charles et le procès, qui s’appuie sur la loi du 2 avril 1882, conduit à une interdiction sous la condamnation d'outrage aux bonnes mœurs et de propagation de méthodes anticonceptionnelles le 20 mars 1926 : Beyria et Lestrade sont condamnés à six mois d'emprisonnement et à deux-cents francs d'amende par la 12e chambre correctionnelle du tribunal de 1re instance du département de la Seine. Après deux appels, le pourvoi en cassation est rejeté le 31 mars 1927 : Beyria et Lestrade feront trois mois de prison ferme. 
Cependant, l'écrivain Willy, qui contribuait à la revue, reparlera de cette affaire dans Le Troisième sexe (1927). La revue L’En-dehors, inscrite dans la mouvance anarchiste, regrettera que les deux responsables de L'Amitié n'aient pas fait appel à leurs correspondants d'Outre-Rhin. L'En-dehors publie à cette époque des propos de Camille Spiess, également contributeur à Inversions. Cet auteur suisse, par ailleurs docteur en zoologie, se considère comme « anarchiste-syndicaliste » et tient des discours très dérangeants à propos de race et de sexe, revisitant la théorie du Surhomme de Nietzsche, non sans la déformer. La troisième livraison d'Inversions reproduit un extrait de Ainsi parlait l'homme de ce même Spiess qui s'attaque à Magnus Hirschfeld en des termes résolument antisémites. Il n'est sans doute pas étonnant dans ces conditions que la revue n'ait reçu que très peu de soutien, notamment de la part de militants allemands.
Il faut attendre 1952 et le mensuel Futur (publié jusqu'en 1955) pour qu'une publication française ose de nouveau se consacrer à l'homosexualité.